# جيرهارد تيله
جيرهارد تيله (بالألمانية: Julius Thiele)‏ (و. 1953 – م) هو رائد فضاء، وفيزيائي من ألمانيا . ولد في هايدنهايم.

## ريادة الفضاء
شارك في المهمات الفضائية:
- STS-99.

## التعليم
تعلم في جامعة لودفيش ماكسيميليان في ميونخ، وجامعة هايدلبرغ

## جوائز
حصل على جوائز منها:
- وسام الجدارة من الدرجة الأولى صنف الاستحقاق من جمهورية ألمانيا الاتحادية
- Order of Merit of Baden-Württemberg
- وسام الجدارة من الدرجة الأولى صنف الاستحقاق من جمهورية ألمانيا الاتحادية.